# Hecla and Fury Islands
Hecla and Fury Islands är öar i Kanada.   De ligger i territoriet Nunavut, i den nordöstra delen av landet, 2 900 km norr om huvudstaden Ottawa.